# Атту-Стейшен (Аляска)
Атту-Стейшен (англ. Attu Station) — переписна місцевість (CDP) в США, в окрузі Західні Алеутські острови штату Аляска. Населення — 21 особа (2010).

## Географія
Атту-Стейшен розташований за координатами 52°52′56″ пн. ш. 173°15′21″ сх. д. / 52.88222° пн. ш. 173.25583° сх. д. (52.882218, +173.255713).  За даними Бюро перепису населення США в 2010 році переписна місцевість мала площу 371,97 км², з яких 369,17 км² — суходіл та 2,80 км² — водойми.

### Клімат
Громада знаходиться у зоні, котра характеризується континентальним субарктичним кліматом. Найтепліший місяць — серпень із середньою температурою 10,3 °C (50.5 °F). Найхолодніший місяць — лютий, із середньою температурою -1 °С (30.2 °F).
| Клімат Атту-Стейшена    | Клімат Атту-Стейшена | Клімат Атту-Стейшена | Клімат Атту-Стейшена | Клімат Атту-Стейшена | Клімат Атту-Стейшена | Клімат Атту-Стейшена | Клімат Атту-Стейшена | Клімат Атту-Стейшена | Клімат Атту-Стейшена | Клімат Атту-Стейшена | Клімат Атту-Стейшена | Клімат Атту-Стейшена | Клімат Атту-Стейшена |
| Показник                | Січ.                 | Лют.                 | Бер.                 | Квіт.                | Трав.                | Черв.                | Лип.                 | Серп.                | Вер.                 | Жовт.                | Лист.                | Груд.                | Рік                  |
| Середній максимум, °C   | 1,3                  | 1,1                  | 2,1                  | 3,6                  | 5,9                  | 9,1                  | 11,4                 | 12,8                 | 11,2                 | 8,2                  | 4,4                  | 2,1                  | 6,1                  |
| Середня температура, °C | −0,9                 | −1                   | 0                    | 1,6                  | 3,8                  | 6,6                  | 9,1                  | 10,3                 | 8,8                  | 5,6                  | 1,9                  | −0,1                 | 3,8                  |
| Середній мінімум, °C    | −3,2                 | −3,1                 | −2,2                 | −0,6                 | 1,7                  | 4,1                  | 6,8                  | 7,7                  | 6,3                  | 3                    | −0,6                 | −2,2                 | 1,4                  |
| Норма опадів, мм        | 90                   | 90                   | 80                   | 90                   | 70                   | 70                   | 100                  | 150                  | 160                  | 160                  | 110                  | 110                  | 1330                 |
| Днів з опадами          | 19                   | 17                   | 18                   | 16                   | 13                   | 11                   | 13                   | 15                   | 17                   | 19                   | 20                   | 19                   | 197                  |
| ----------------------- | -------------------- | -------------------- | -------------------- | -------------------- | -------------------- | -------------------- | -------------------- | -------------------- | -------------------- | -------------------- | -------------------- | -------------------- | -------------------- |
| Джерело: Weatherbase    |                      |                      |                      |                      |                      |                      |                      |                      |                      |                      |                      |                      |                      |

## Демографія
Згідно з переписом 2010 року, у переписній місцевості мешкала 21 особа в 0 домогосподарствах у складі 0 родин. Густота населення становила 0 осіб/км².  Було 0 помешкань (0/км²).
Расовий склад населення:
| - 90,5 % — білих - 4,8 % — вихідців з тихоокеанських островів - 4,8 % — корінних американців |

До двох чи більше рас належало 0,0 %. Частка іспаномовних становила 19,0 % від усіх жителів.
За віковим діапазоном населення розподілялося таким чином: 0,0 % — особи молодші 18 років, 100,0 % — особи у віці 18—64 років, 0,0 % — особи у віці 65 років та старші. Медіана віку мешканця становила 26,5 року. 
Цивільне працевлаштоване населення становило 5 осіб. Основні галузі зайнятості: науковці, спеціалісти, менеджери — 100,0 %.